# Anthene ramnika
Anthene ramnika är en fjärilsart som beskrevs av D'abrera 1980. Anthene ramnika ingår i släktet Anthene och familjen juvelvingar. Inga underarter finns listade i Catalogue of Life.